# Melolontha medvedevi
Melolontha medvedevi är en skalbaggsart som beskrevs av Kryzhanovskij 1978. Melolontha medvedevi ingår i släktet Melolontha och familjen Melolonthidae. Inga underarter finns listade i Catalogue of Life.